# Von-Bach-Erholungsgebiet

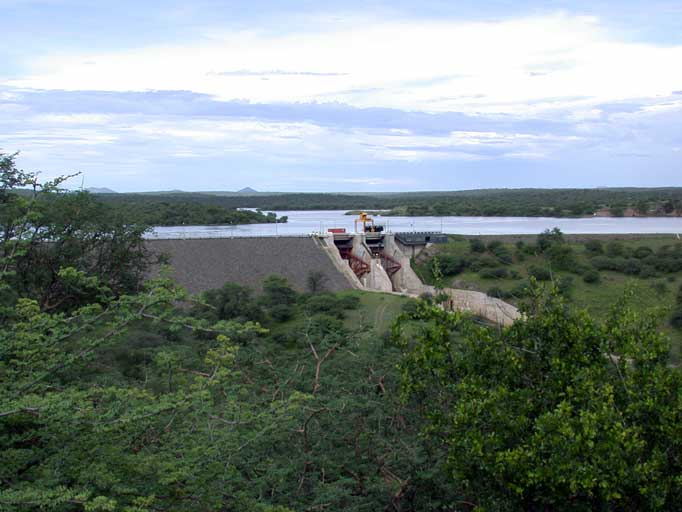
Der Staudamm im Erholungsgebiet

Das Von-Bach-Erholungsgebiet (englisch Von Bach Recreation Resort) ist ein Erholungsgebiet in Zentralnamibia.
Das Erholungsgebiet liegt in den nördlichen Ausläufern der Erosberge, rund 5 km südöstlich von Okahandja. Zentrum des Erholungsgebiets ist der Von-Bach-Damm, einer der größten Süßwasserspeicher der Stadt Windhoek. Rund um den Stausee liegt ein Wildpark, welcher jedoch von der einzigen Straße des Gebietes schlecht erschlossen werden kann.
Der Stausee bietet hingegen gute Möglichkeiten für Wassersport, wie etwa Wasserski, Kanufahren, Angeln oder Schwimmen. Es existiert auch ein Campingplatz, einfache Übernachtungsmöglichkeiten innerhalb des Erholungsgebietes sind vorhanden.
Tagesbesucher dürfen sich dort nur zwischen Sonnenaufgang und Sonnenuntergang aufhalten. Es sind keine Hunde oder Motorräder zugelassen; eine Angellizenz ist am Eingangstor erhältlich.